# 11262 Drube
11262 Drube è un asteroide della fascia principale. Scoperto nel 1979, presenta un'orbita caratterizzata da un semiasse maggiore pari a 2,2756743 UA e da un'eccentricità di 0,1496308, inclinata di 2,97187° rispetto all'eclittica.